# Carl Sneep
Carl Sneep (né le 5 novembre 1987 à Nisswa dans le Minnesota aux États-Unis) est un joueur professionnel américain de hockey sur glace.

## Biographie
En 2006, il est repêché par les Penguins de Pittsburgh.
En 2010, il devient régulier dans la Ligue américaine de hockey. En 2013, il quitte les Steelheads de l'Idaho de l'ECHL après treize rencontres au début de la saison et annonce vouloir arrêter sa carrière professionnelle.

## Statistiques
| Saison    | Équipe                            | Ligue |    | Saison régulière | Saison régulière | Saison régulière | Saison régulière | Saison régulière |   | Séries éliminatoires | Séries éliminatoires | Séries éliminatoires | Séries éliminatoires | Séries éliminatoires |
| Saison    | Équipe                            | Ligue | PJ | B                | A                | Pts              | Pun              | PJ               | B | A                    | Pts                  | Pun                  |                      |                      |
| 2005-2006 | Stars de Lincoln                  | USHL  | 13 | 1                | 3                | 4                | 9                | 9                | 0 | 1                    | 1                    | 6                    |                      |                      |
| 2006-2007 | Eagles de Boston College          | NCAA  | 38 | 1                | 9                | 10               | 8                |                  |   |                      |                      |                      |                      |                      |
| 2007-2008 | Eagles de Boston College          | NCAA  | 44 | 3                | 12               | 15               | 15               |                  |   |                      |                      |                      |                      |                      |
| 2008-2009 | Eagles de Boston College          | NCAA  | 33 | 2                | 9                | 11               | 26               |                  |   |                      |                      |                      |                      |                      |
| 2009-2010 | Eagles de Boston College          | NCAA  | 42 | 11               | 17               | 28               | 26               |                  |   |                      |                      |                      |                      |                      |
| 2010-2011 | Penguins de Wilkes-Barre/Scranton | LAH   | 61 | 4                | 13               | 17               | 39               | 2                | 0 | 0                    | 0                    | 0                    |                      |                      |
| 2011-2012 | Penguins de Wilkes-Barre/Scranton | LAH   | 40 | 0                | 10               | 10               | 26               | -                | - | -                    | -                    | -                    |                      |                      |
| 2011-2012 | Penguins de Pittsburgh            | LNH   | 1  | 0                | 1                | 1                | 0                | -                | - | -                    | -                    | -                    |                      |                      |
| 2012-2013 | Nailers de Wheeling               | ECHL  | 28 | 2                | 12               | 14               | 17               | -                | - | -                    | -                    | -                    |                      |                      |
| 2012-2013 | Penguins de Wilkes-Barre/Scranton | LAH   | 1  | 0                | 0                | 0                | 0                | -                | - | -                    | -                    | -                    |                      |                      |
| 2012-2013 | Stars du Texas                    | LAH   | 25 | 2                | 4                | 6                | 10               | -                | - | -                    | -                    | -                    |                      |                      |
| 2012-2013 | Rivermen de Peoria                | LAH   | 6  | 0                | 0                | 0                | 2                | -                | - | -                    | -                    | -                    |                      |                      |
| 2013-2014 | Steelheads de l'Idaho             | ECHL  | 13 | 1                | 2                | 3                | 13               | -                | - | -                    | -                    | -                    |                      |                      |